# Perna lui Jadviga
Perna lui Jadviga (titlu orginal:Jadviga párnája) este un roman al scriitorului maghiar Pál Závada, care a fost publicat în anul 1997. Romanul descrie viața unei comunității slovaco-maghiare în secolul XX. Romanul a fost pus pe ecran în anul 1999, sub regia lui Deák Krisztina.

## Conținut
Tabloul acțiunii este prezentată de scriitor sub forma unui jurnal scris de eroul principal Osztatní András. El descrie evenimentele zilnice, de la data căsătoriei lui cu Jadviga, o fată misterioasă. Scriitorul descrie drama lui András, dragostea lui neîmpărtășită, pe când tânăra lui nevastă are o relație și un copil cu un avocat, fost prieten al lui András.
Acțiunea romanului are loc în timpul primului război mondial, fiind descrise conflictele dintre autoritățile austro-ungare și etniile slovace.